# زبان گالیندی
زبان گالیندی زبانی مرده و بسیار ناشناخته است که احتمالاً از شاخه زبان‌های بالتیک بوده است.این زبان که در شمال لهستان و مناطقی از روسیه رایج بوده در حدود قرن چهاردهم میلادی از میان میرود.هیچ نوشته‌ای تاکنون از این زبان بدست نیامده است.